# Montguillon
Montguillon ist eine Ortschaft und eine Commune déléguée in der französischen Gemeinde Segré-en-Anjou Bleu mit 235 Einwohnern (Stand: 1. Januar 2022) im Département Maine-et-Loire in der Region Pays de la Loire. Die Einwohner werden Montguillonnais genannt.
Die Gemeinde Montguillon wurde am 15. Dezember 2016 mit 14 weiteren Gemeinden, namentlich Aviré, Le Bourg-d’Iré, La Chapelle-sur-Oudon, Châtelais, La Ferrière-de-Flée, L’Hôtellerie-de-Flée, Louvaines, Marans, Noyant-la-Gravoyère, Nyoiseau, Sainte-Gemmes-d’Andigné, Saint-Martin-du-Bois, Saint-Sauveur-de-Flée und Segré zur neuen Gemeinde Segré-en-Anjou Bleu zusammengeschlossen. Sie gehörte zum Arrondissement Segré und zum Kanton Segré.

## Geographie
Montguillon liegt rund 35 Kilometer nordnordwestlich von Angers. 

## Bevölkerungsentwicklung
| Jahr                      | 1962 | 1968 | 1975 | 1982 | 1990 | 1999 | 2006 | 2013 |
| Einwohner                 | 270  | 236  | 217  | 214  | 172  | 165  | 184  | 227  |
| Quelle: Cassini und INSEE |      |      |      |      |      |      |      |      |

## Sehenswürdigkeiten
- Kirche Saint-Pierre
- Schloss Bouillé-Mulon aus dem 16./17. Jahrhundert, seit 1973 Monument historique
- Gutshof La Motte-Mulon aus dem 17. Jahrhundert, seit 1926 Monument historique

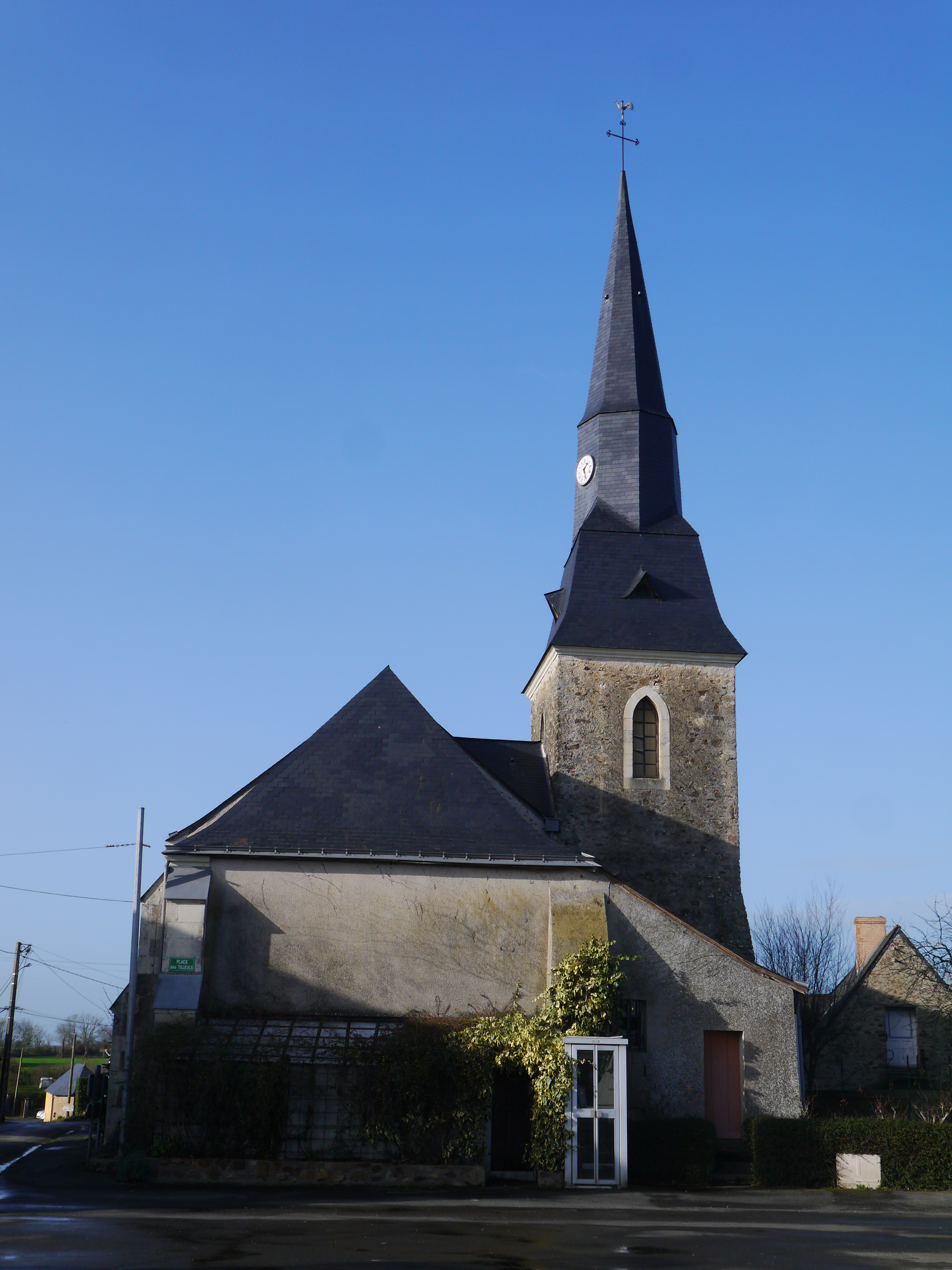
Kirche Saint-Pierre